# Ivan Lins
Ivan Guimarães Lins (Rio de Janeiro, 16 giugno 1945) è un cantante, musicista e compositore brasiliano.

## Biografia
Ha vissuto la sua adolescenza a Boston, nel Massachusetts, assieme a suo padre, ingegnere navale; al ritorno in patria ha studiato al M.I.T., il college militare di Rio.  Più tardi ha conseguito una laurea in chimica industriale all'Università federale di Rio de Janeiro. Inizialmente aveva considerato l'idea di una carriera pallavolistica, salvo poi scoprire il suo grande talento musicale.
Per oltre 30 anni ha scritto e interpretato brani di Música Popular Brasileira e jazz. La sua opera prima, Madalena, è stata registrata da Elis Regina nel 1970, ma è divenuta più nota nella versione cantata da Simone Bittencourt de Oliveira. Ivan Lins ha tra l'altro partecipato alla realizzazione di un brano musicale assieme a Michael Bublé dal titolo Wonderful Tonight.